# Nižněangarsk
Nižněangarsk (rusky Нижнеангарск) je sídlo městského typu v Burjatsku v Ruské federaci. V roce 2016 zde žilo 4710 obyvatel.

## Poloha
Nižněangarsk leží v Severobajkalském rajónu na severním břehu Bajkalu, 23 km severovýchodně od Severobajkalska, u ústí řeky Kičery.

## Historie
Založen byl roku 1643 jako zimoviště ruských kozáků vybírajících zde jasak od domorodých Evenků. Roku 1646 byl zimoviště přebudováno na Verchněangarský ostroh. Kolem ostrohu vznikla vesnice.
Největší rozvoj Nižněangarsk zaznamenal v souvislosti se stavbou a využíváním Bajkalsko-amurské magistrály počínaje koncem 70. let 20. století. Postaveno zde bylo letiště, přístav a železniční stanice.